# Halkbank Ankara
Halkbank Ankara ist ein türkischer Sportverein in Ankara, dessen Volleyball-Männer- und Frauenmannschaft in den höchsten türkischen Ligen spielen. Der volle Vereinsname lautet „Türkiye Halk Bankası A.Ş. Spor Kulübü“. Der Verein wurde am 21. Juli 1983 als Werksverein der Halkbank gegründet.

## Volleyball
Die Volleyballmannschaft der Männer wurde bisher fünfmal Türkischer Meister (1992, 1993, 1994, 1995 und 1996) sowie viermal Türkischer Pokalsieger (1992, 1993, 1996 und 2013). International ist Halkbank Ankara seit 1992 in der Champions League, im CEV-Pokal und im Challenge Cup aktiv. Der größte Erfolg ist der Sieg im CEV-Pokal 2013. Den Volleyballfrauen gelang 2013 der Aufstieg in die höchste türkische Liga.

## Handball
Die Handballmannschaft der Männer wurde viermal Türkischer Meister (1987, 1988, 1992 und 1994). Im Jahr 1996 gewann sie den Pokal. 1992, 1993 und 1994 gewannen die Männer den „Präsidenten-Cup“.

## Persönlichkeiten
Volleyballspieler:
- Theodoris Baev, 2008
- Ralph Bergmann, 2009
- Piotr Gruszka, 2010–2011
- Jan Hedengård, 1994–1996
- Jairo Hooi, 2007–2008
- Plamen Konstantinow, 1996–1999
- Jewgeni Krassilnikow †, 1992–1994
- Moon Sung-min, 2009–2010
- Mark Siebeck, 2007–2008